# Campeonato Sul-Americano de Rugby de 2003
O Campeonato Sul-Americano de Rugby de 2003 foi a XXV edição deste torneio.
A divisão maior (Sul-Americano "A") foi realizada em Montevideu (Uruguai), participaram as seleçãos de Argentina, Uruguai, Chile e Paraguai vencedor de um jogo de play-off contra o Brasil.
A vencedora foi a Seleção Argentina.
A divisão menor (Sul-Americano "B") foi realizada em Bogotá (Colômbia), com a participação das seleçãos do Brasil, Colômbia, Peru e Venezuela. A vencedora foi a Seleção Venezuelana.

## Play-off
| 22 de Março de 2003 |         |        |          |
| Paraguai            | 27 - 16 | Brasil | Assunção |
|                     |         |        | Assunção |

## Divisão A
| 27 de Abril de 2003 |         |          |            |
| Argentina           | 144 - 0 | Paraguai | Montevideu |
|                     |         |          | Montevideu |

| 27 de Abril de 2003 |         |       |            |
| Uruguai             | 20 - 13 | Chile | Montevideu |
|                     |         |       | Montevideu |

| 30 de Abril de 2003 |        |       |            |
| Argentina           | 49 - 3 | Chile | Montevideu |
|                     |        |       | Montevideu |

| 30 de Abril de 2003 |        |          |            |
| Uruguai             | 53 - 7 | Paraguai | Montevideu |
|                     |        |          | Montevideu |

| 3 de Maio de 2003 |         |          |            |
| Chile             | 102 - 0 | Paraguai | Montevideu |
|                   |         |          | Montevideu |

| 3 de Maio de 2003 |        |           |            |
| Uruguai           | 0 - 32 | Argentina | Montevideu |
|                   |        |           | Montevideu |

### Classificação
| Seleção   | Vitórias | Empates | Derrotas | Pontos a favor | Pontos contra | Pontos +/- | Pontos |
| --------- | -------- | ------- | -------- | -------------- | ------------- | ---------- | ------ |
| Argentina | 3        | 0       | 0        | 225            | 3             | +222       | 9      |
| Uruguai   | 2        | 0       | 1        | 73             | 52            | +21        | 7      |
| Chile     | 1        | 0       | 2        | 118            | 69            | +49        | 5      |
| Paraguai  | 0        | 0       | 3        | 7              | 299           | -292       | 3      |

Pontuação: Vitória = 3, Empate = 2, Derrota = 1 

## Campeão
| Campeonato Sul-Americano de Rugby 2001 |
| -------------------------------------- |
| ARGENTINA Campeã (24º título)          |

## Divisão B
| 21 de Setembro de 2003 |         |        |        |
| Venezuela              | 31 - 26 | Brasil | Bogotá |
|                        |         |        | Bogotá |

| 21 de Setembro de 2003 |         |      |        |
| Colômbia               | 22 - 17 | Peru | Bogotá |
|                        |         |      | Bogotá |

| 24 de Setembro de 2003 |         |        |        |
| Colômbia               | 10 - 35 | Brasil | Bogotá |
|                        |         |        | Bogotá |

| 24 de Setembro de 2003 |         |           |        |
| Peru                   | 25 - 24 | Venezuela | Bogotá |
|                        |         |           | Bogotá |

| 27 de Setembro de 2003 |        |      |        |
| Brasil                 | 42 - 0 | Peru | Bogotá |
|                        |        |      | Bogotá |

| 27 de Setembro de 2003 |         |           |        |
| Colômbia               | 22 - 47 | Venezuela | Bogotá |
|                        |         |           | Bogotá |

### Classificação
| Seleção   | Vitórias | Empates | Derrotas | Pontos a favor | Pontos contra | Pontos +/- | Pontos |
| --------- | -------- | ------- | -------- | -------------- | ------------- | ---------- | ------ |
| Venezuela | 2        | 0       | 1        | 105            | 73            | +32        | 7      |
| Brasil    | 2        | 0       | 1        | 103            | 41            | +62        | 7      |
| Colômbia  | 1        | 0       | 2        | 54             | 99            | -45        | 5      |
| Peru      | 1        | 0       | 2        | 42             | 88            | -46        | 5      |

Pontuação: Vitória = 3, Empate = 2, Derrota = 1 
Venezuela venceu o torneio, graças ao sucesso no confronto directo com o Brasil.

## Campeão Divisão B
| Campeonato Sul-Americano de Rugby 2003 Divisão B |
| ------------------------------------------------ |
| VENEZUELA Campeão (1º título)                    |